# Prisoner of Rio
Prisoner of Rio is een dramafilm uit 1988, geregisseerd door Lech Majewski. 

## Verhaal
De film toont het waargebeurde verhaal van een vlucht van de grote treinrover Ronnie Biggs naar Brazilië en de pogingen van de rechercheurs van Scotland Yard om hem opnieuw te vangen.

## Rolverdeling
| Acteur           | Personage             |
| ---------------- | --------------------- |
| Steven Berkoff   | Jack McFarland        |
| Paul Freeman     | Ronald "Ronnie" Biggs |
| Peter Firth      | Clive Ingram          |
| Florinda Bolkan  | Stella                |
| Desmond Llewelyn | Commissaris Ingram    |
| José Wilker      | Salo                  |
| Zezé Motta       | Rita                  |

## Productie
De treinrover Ronnie Biggs uit de film, schreef mede aan het scenario. Steven Berkoff schreef een boek over zijn ervaringen op deze film, genaamd A Prisoner in Rio.
 De film was een coproductie tussen de landen Verenigd Koninkrijk, Polen, Zwitserland en Brazilië.